# هارولد و ماد
هارولد و ماد (به انگلیسی: Harold and Maude) فیلمی ۹۱ دقیقه‌ای به کارگردانی هال اشبی با بازی روث گوردون محصول کشور ایالات متحده آمریکا است.
نویسنده‌ی این کمدی کالین هیگینز است که کمدی‌های بی‌همتایی را نوشته است. فیلم هارولد و مود کمدی موقعیت فو‌ق‌العاده‌ای است. این فیلم یکی از کمدی‌کلاسیک‌های زیرزمینی سینمای آمریکاست.  
ماجرا آشنایی پسرک جوانی است با زن پیری که عادت‌های غیرعادی دارد و خیلی دوست دارد در تمام تشیع‌جنازه‌ها شرکت کند.